# Freestyleskiën op de Olympische Winterspelen 2018 - Aerials vrouwen
Het onderdeel aerials voor vrouwen tijdens de Olympische Winterspelen 2018 vond plaats op 15 en 16 februari 2018 in het Bokwang Phoenix Park in Pyeongchang. Regerend olympisch kampioene was de Wit-Russische Alla Tsoeper. Tsoeper eindigde ditmaal op de vierde plaats.

## Tijdschema
| Datum       | Lokale tijd | MET   | Ronde        |
| ----------- | ----------- | ----- | ------------ |
| 15 februari | 20:00       | 12:00 | Kwalificatie |
| 16 februari | 20:00       | 12:00 | Finale       |

## Uitslag

### Kwalificatie 1
| Rang | Bib | Naam                    | Land                           | Score  | Opm. |
| ---- | --- | ----------------------- | ------------------------------ | ------ | ---- |
| 1    | 9   | Aleksandra Orlova       | Olympische atleten uit Rusland | 102.22 | Q    |
| 2    | 2   | Hanna Hoeskova          | Wit-Rusland                    | 100.45 | Q    |
| 3    | 1   | Xu Mengtao              | China                          | 99.37  | Q    |
| 4    | 3   | Kristina Spiridonova    | Olympische atleten uit Rusland | 97.64  | Q    |
| 5    | 6   | Danielle Scott          | Australië                      | 93.76  | Q    |
| 6    | 29  | Zhang Xin               | China                          | 90.24  | Q    |
| 7    | 12  | Kong Fanyu              | China                          | 89.77  |      |
| 8    | 16  | Ljoebov Nikitina        | Olympische atleten uit Rusland | 88.83  |      |
| 9    | 17  | Madison Olsen           | Verenigde Staten               | 87.88  |      |
| 10   | 19  | Olga Poljoek            | Oekraïne                       | 82.21  |      |
| 11   | 13  | Ashley Caldwell         | Verenigde Staten               | 81.81  |      |
| 12   | 22  | Zjanbota Aldabergenova  | Kazachstan                     | 81.07  |      |
| 13   | 20  | Yan Ting                | China                          | 80.95  |      |
| 14   | 27  | Marzjan Akzjigit        | Kazachstan                     | 79.17  |      |
| 15   | 11  | Alla Tsoeper            | Wit-Rusland                    | 77.90  |      |
| 16   | 18  | Catrine Lavallée        | Canada                         | 73.08  |      |
| 17   | 8   | Kiley McKinnon          | Verenigde Staten               | 72.26  |      |
| 18   | 5   | Lydia Lassila           | Australië                      | 66.27  |      |
| 19   | 7   | Laura Peel              | Australië                      | 64.86  |      |
| 20   | 10  | Alina Gridneva          | Olympische atleten uit Rusland | 60.16  |      |
| 21   | 26  | Akmarzjan Kalmoerzjeva  | Kazachstan                     | 58.58  |      |
| 22   | 14  | Samantha Wells          | Australië                      | 54.28  |      |
| 23   | 28  | Ajana Zjoldas           | Kazachstan                     | 51.01  |      |
| 24   | 4   | Aleksandra Ramanoeskaja | Wit-Rusland                    | 38.85  |      |
| 25   | 30  | Kim Kyoun-geun          | Zuid-Korea                     | 35.67  |      |

### Kwalificatie 2
| Rang | Bib | Naam                    | Land                           | Ronde 1 | Ronde 2 | Beste | Opm. |
| ---- | --- | ----------------------- | ------------------------------ | ------- | ------- | ----- | ---- |
| 1    | 11  | Alla Tsoeper            | Wit-Rusland                    | 77.90   | 99.37   | 99.37 | Q    |
| 2    | 12  | Kong Fanyu              | China                          | 89.77   | 95.17   | 95.17 | Q    |
| 3    | 7   | Laura Peel              | Australië                      | 64.86   | 89.46   | 89.46 | Q    |
| 4    | 16  | Ljoebov Nikitina        | Olympische atleten uit Rusland | 88.83   | 84.24   | 88.83 | Q    |
| 5    | 8   | Kiley McKinnon          | Verenigde Staten               | 72.26   | 87.88   | 87.88 | Q    |
| 6    | 17  | Madison Olsen           | Verenigde Staten               | 87.88   | 80.04   | 87.88 | Q    |
| 7    | 22  | Zjanbota Aldabergenova  | Kazachstan                     | 81.07   | 85.36   | 85.36 |      |
| 8    | 4   | Aleksandra Ramanoeskaja | Wit-Rusland                    | 38.85   | 83.65   | 83.65 |      |
| 9    | 20  | Yan Ting                | China                          | 80.95   | 82.94   | 82.94 |      |
| 10   | 19  | Olga Poljoek            | Oekraïne                       | 82.21   | 55.50   | 82.21 |      |
| 11   | 13  | Ashley Caldwell         | Verenigde Staten               | 81.81   | 55.86   | 81.81 |      |
| 12   | 27  | Marzjan Akzjigit        | Kazachstan                     | 79.17   | 70.20   | 79.17 |      |
| 13   | 18  | Catrine Lavallée        | Canada                         | 73.08   | 71.34   | 73.08 |      |
| 14   | 5   | Lydia Lassila           | Australië                      | 66.27   | 63.45   | 66.27 |      |
| 15   | 10  | Alina Gridneva          | Olympische atleten uit Rusland | 60.16   | 60.98   | 60.98 |      |
| 16   | 26  | Akmarzjan Kalmoerzajeva | Kazachstan                     | 58.58   | 47.32   | 58.58 |      |
| 17   | 14  | Samantha Wells          | Australië                      | 54.28   | 58.27   | 58.27 |      |
| 18   | 28  | Ajana Zjoldas           | Kazachstan                     | 51.01   | 57.98   | 57.98 |      |
| 19   | 30  | Kim Kyoun-geun          | Zuid-Korea                     | 35.67   | 44.20   | 44.20 |      |

### Finales
| Rang   | Bib | Naam                 | Land                           | Finale 1 | Finale 1 | Finale 2      | Finale 2      | Finale 3      | Finale 3      |
| Rang   | Bib | Naam                 | Land                           | Score    | Rang     | Score         | Rang          | Score         | Rang          |
| ------ | --- | -------------------- | ------------------------------ | -------- | -------- | ------------- | ------------- | ------------- | ------------- |
| Goud   | 2   | Hanna Hoeskova       | Wit-Rusland                    | 94.15    | 1        | 85.05         | 4             | 96.14         | 1             |
| Zilver | 29  | Zhang Xin            | China                          | 87.25    | 6        | 94.11         | 2             | 95.52         | 2             |
| Brons  | 12  | Kong Fanyu           | China                          | 89.77    | 4        | 97.29         | 1             | 70.14         | 3             |
| 4      | 11  | Alla Tsoeper         | Wit-Rusland                    | 90.82    | 3        | 84.00         | 5             | 59.94         | 4             |
| 5      | 7   | Laura Peel           | Australië                      | 85.05    | 9        | 85.65         | 3             | 55.34         | 5             |
| 6      | 17  | Madison Olsen        | Verenigde Staten               | 85.36    | 8        | 83.23         | 6             | 47.23         | 6             |
| 7      | 16  | Ljoebov Nikitina     | Olympische atleten uit Rusland | 85.68    | 7        | 80.01         | 7             | Uitgeschakeld | Uitgeschakeld |
| 8      | 9   | Aleksandra Orlova    | Olympische atleten uit Rusland | 89.28    | 5        | 61.25         | 8             | Uitgeschakeld | Uitgeschakeld |
| 9      | 1   | Xu Mengtao           | China                          | 91.00    | 2        | 59.25         | 9             | Uitgeschakeld | Uitgeschakeld |
| 10     | 8   | Kiley McKinnon       | Verenigde Staten               | 80.95    | 10       | Uitgeschakeld | Uitgeschakeld | Uitgeschakeld | Uitgeschakeld |
| 11     | 3   | Kristina Spiridonova | Olympische atleten uit Rusland | 57.64    | 11       | Uitgeschakeld | Uitgeschakeld | Uitgeschakeld | Uitgeschakeld |
| 12     | 6   | Danielle Scott       | Australië                      | 57.01    | 12       | Uitgeschakeld | Uitgeschakeld | Uitgeschakeld | Uitgeschakeld |